# Academia Brasileña de Ciencias
La Academia Brasileña de Ciencias (en portugués: Academia Brasileira de Ciências (ABC)) es una academia de ciencias que difunde y promueve la producción científica en Brasil desde el 3 de mayo de 1916, habiendo sido fundada por 27 científicos y aún con sede en Río de Janeiro, bajo el nombre Sociedade Brasileira de Sciencias, cambió en 1921 a su nombre actual.

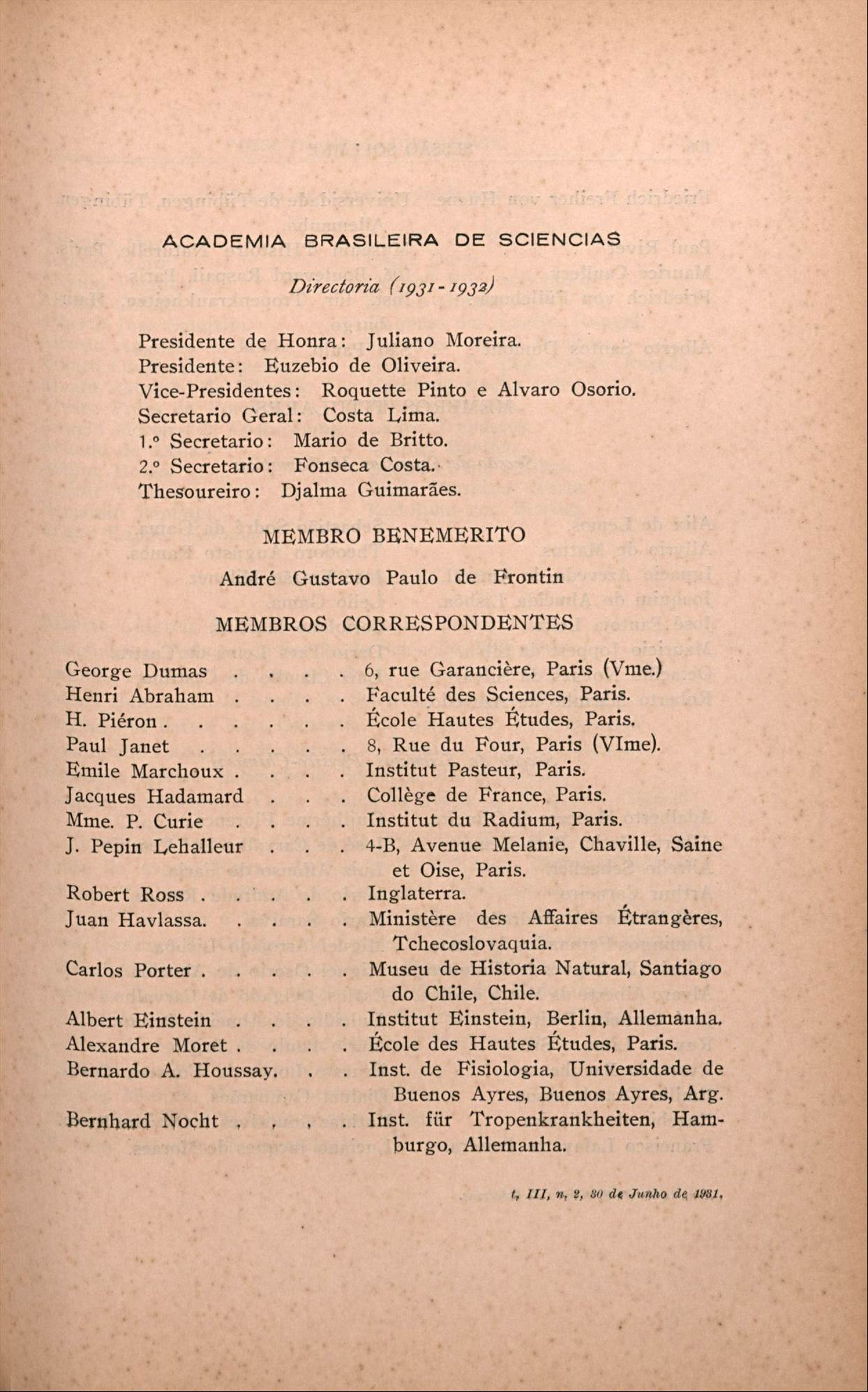
Página de la Edición de 1931 de los Anuales de la Academia Brasileña de Ciencias, con los directores y miembros correspondientes de ese año. Entre los nombres, Juliano Moreira, Roquette-Pinto, Albert Einstein, Marie Curie y Bernardo Houssay.

## Historia
Inicialmente, la entidad comprendía solo tres secciones: Ciencias Matemáticas, Ciencias Físico-Químicas y Ciencias Biológicas. Su principal objetivo fue fomentar la continuidad del trabajo científico de sus miembros, el desarrollo de la investigación brasileña y la difusión de la importancia de la ciencia como factor fundamental en el desarrollo tecnológico del país.
Henrique Charles Morize fue su primer presidente, a cargo de la junta provisional (1916-1917), siendo reelegido para ese cargo por tres períodos sucesivos.
A partir de 1928, Arthur Alexandre Moses, académico que participó en las juntas en diez mandatos como presidente, comenzó a desempeñar un papel clave en la Academia. Moisés reactivó la publicación de los Anuales de la Academia Brasileña de Ciencias y, luego de varios emprendimientos exitosos, en 1959, obtuvo fondos del gobierno para la compra de un piso completo de un edificio, moderno para la época, donde se encontraba la sede de la Academia.
En la década de los sesenta, el Presidente de la República autorizó la donación de un importante número de bonos del Tesoro Nacional, rescatables en veinte años, por influencia de Carlos Chagas Filho, quien sucedió a Moisés en la presidencia de la Academia. Estos recursos, correspondientes a un millón de dólares, cuya aplicación no estuvo sujeta a ninguna determinación específica, fortalecieron considerablemente el potencial de la Academia.
Desde finales de la década de 1960 hasta principios de la de 1980, la Academia estuvo dirigida por dos científicos de renombre: Arístides Pacheco Leão y Maurício Peixoto, presidentes durante siete y cinco mandatos consecutivos, respectivamente.
La Academia ha jugado un papel relevante en diversas actividades relacionadas con la ciencia en Brasil, como liderar e incidir en la creación de diversas instituciones, habilitar publicaciones científicas, desarrollar programas y eventos científicos, establecer acuerdos internacionales y poner recursos a disposición de la sociedad académica.
Durante la década de 1970, la Academia recibió un importante apoyo financiero del Gobierno Federal, especialmente a través de la Financiadora de Estudios y Proyectos (FINEP). Este apoyo permitió la expansión de sus actividades, con participación en importantes programas nacionales e internacionales.

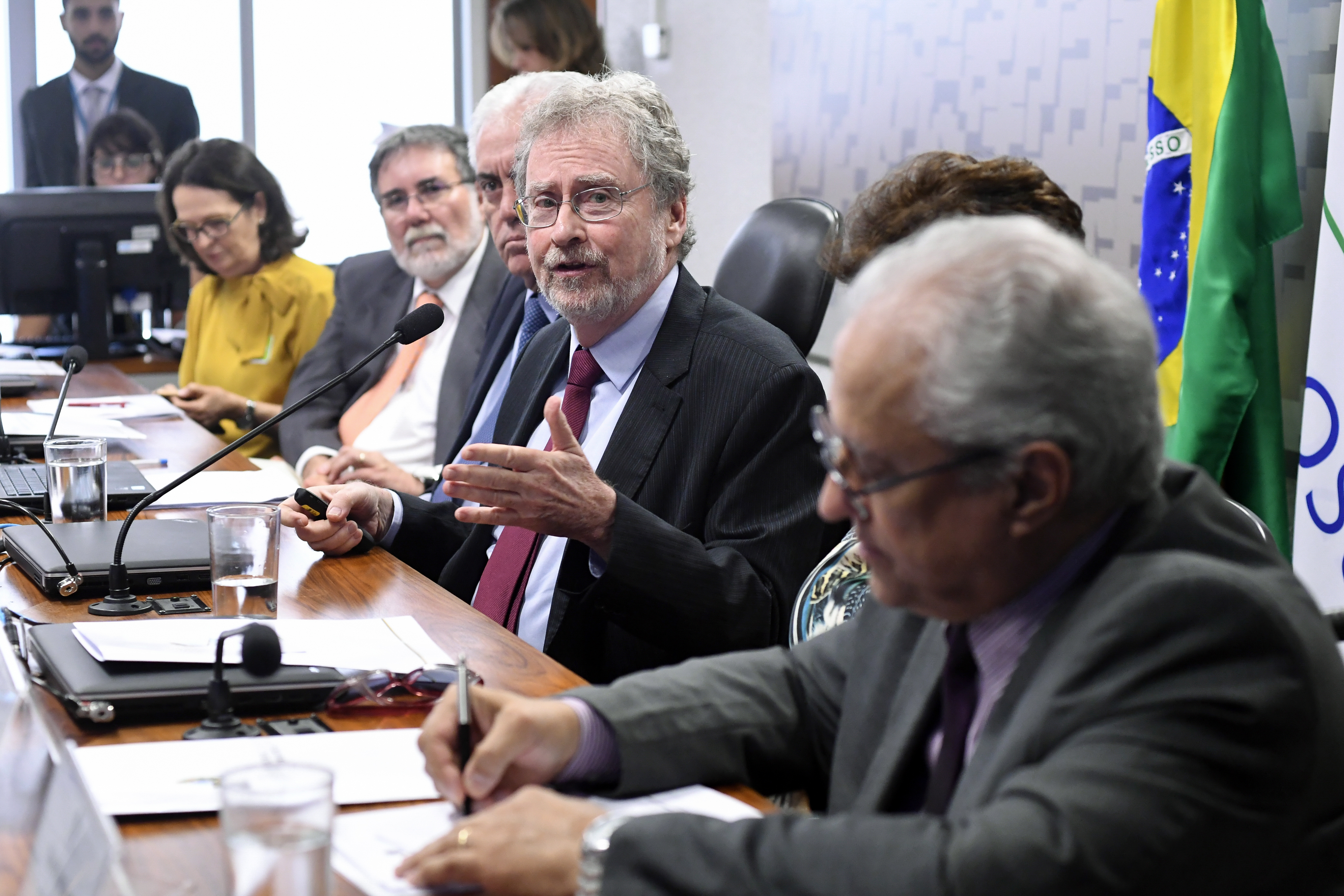
El presidente de ABC, Luiz Davidovich, en el centro, participando en la Comisión de Ciencia, Tecnología, Innovación, Comunicación y Tecnologías de la Información del Senado Federal en 2018.

Después de un declive sustancial en la década de 1980, la década de 1990 marcó el regreso del apoyo financiero del gobierno, encabezado por los presidentes Oscar Sala (mandato entre 1991 y 1993) y Eduardo Moacyr Krieger (mandato entre 1993 y 2007). Hizo posible la organización de varios nuevos programas y una mayor interacción con la comunidad científica internacional.

### Actualidad
Actualmente, la Academia reúne a sus miembros en diez áreas especializadas: Ciencias Matemáticas, Ciencias Físicas, Ciencias Químicas, Ciencias de la Tierra, Ciencias Biológicas, Ciencias Biomédicas, Ciencias de la Salud, Ciencias Agrícolas, Ciencias de la Ingeniería y Ciencias Sociales.
En 2009, Jacob Palis, presidente hasta el 23 de marzo de 2016, creó las vicepresidencias regionales, en un total de seis: Espírito Santo, Minas Gerais y Midwest; Noreste; Norte; Rio de Janeiro; San Pablo; y Sur.
El físico Luiz Davidovich fue elegido para presidir la Academia de 2016 a 2019. El 22 de marzo de 2019, Davidovich fue reelegido, con Helena Nader como vicepresidenta.

## Presidentes
Estos son los presidentes de Academia:
- Luiz Davidovich (2016–)
- Jacob Palis (2007–2016)
- Eduardo Moacyr Krieger (1993–2007)
- Oscar Sala (1991–1993)
- Maurício Peixoto (1981–1991)
- Aristides Pacheco Leão (1967–1981)
- Carlos Chagas Filho (1965–1967)
- Arthur Alexandre Moses (1951–1965)
- Álvaro Alberto da Mota e Silva (1949–1951)
- Arthur Alexandre Moses (1947–1949)
- Mario Paulo de Brito (1945–1947)
- Cândido Firmino de Melo Leitão (1943–1945)
- Arthur Alexandre Moses (1941–1943)
- Inácio Manuel Azevedo do Amaral (1939–1941)
- Adalberto Menezes de Oliveira (1937–1939)
- Álvaro Alberto da Mota e Silva (1935–1937)
- Arthur Alexandre Moses (1933–1935)
- Eusébio Paulo de Oliveira (1931–1933)
- Miguel Osório de Almeida (1929–1931)
- Juliano Moreira (1926–1929)
- Henrique Charles Morize (1916–1926)

El primer presidente de ABC. El ingeniero franco-brasileño Henrique Charles Morize.
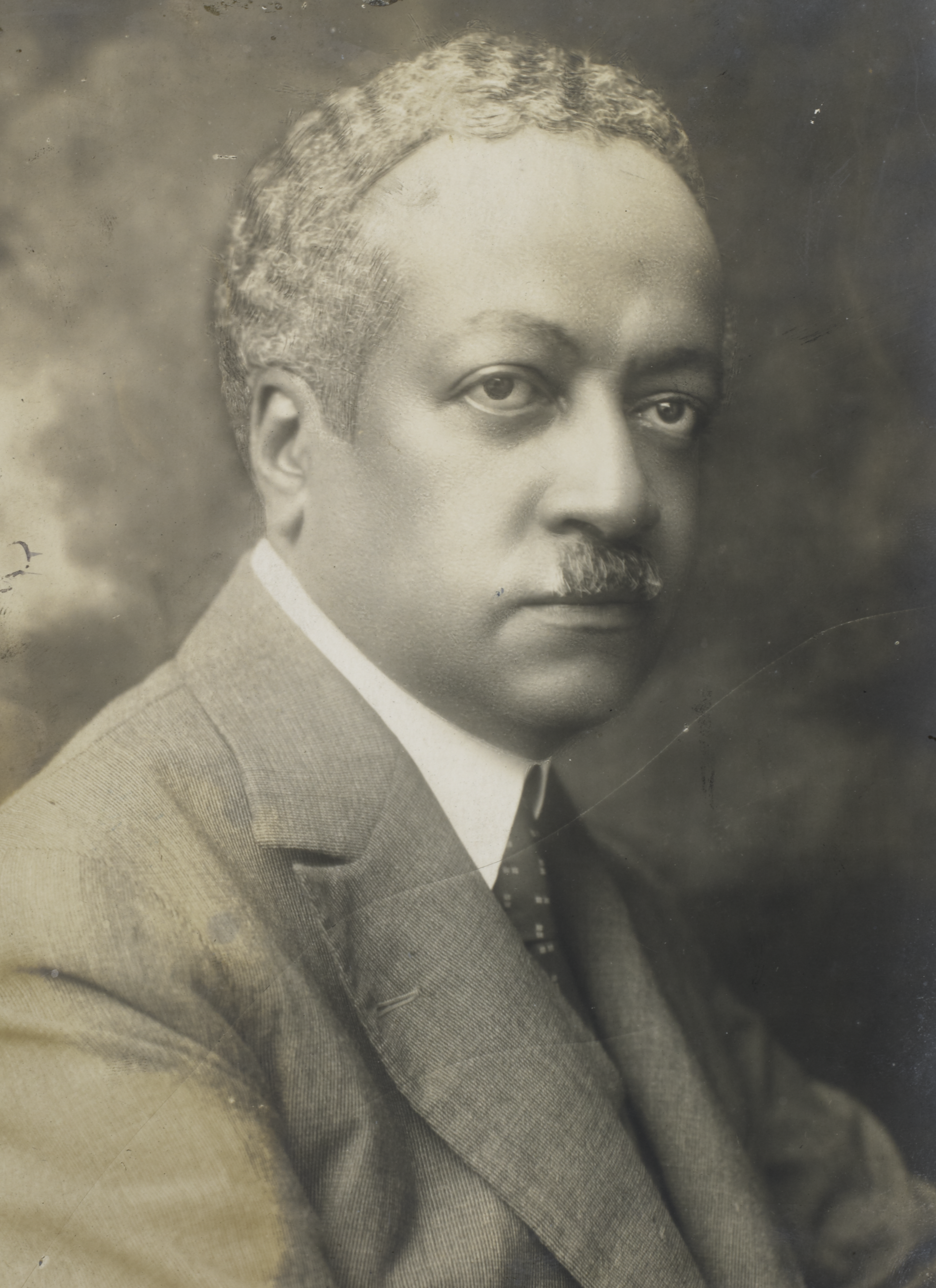
Segundo presidente, el médico baiano Juliano Moreira.
Físico-químico y vice-almirante de la Armada de Brasil, Álvaro Alberto da Mota e Silva de Río de Janeiro fue el sexto presidente de ABC.

## Miembros notables
ABC cuenta con un grupo de destacados miembros nacionales e internacionales, que incluyen:
- Álvaro Penteado Crósta
- Amir Ordacgi Caldeira
- Aziz Nacib Ab'Saber
- Carl Djerassi
- Carlos Henrique de Brito Cruz
- Charles Duncan Michener
- Chen Ning Yang
- Chintamani Nagesa Ramachandra Rao
- Claude Cohen-Tannoudji
- Constantino Tsallis
- Crodowaldo Pavan
- D. Allan Bromley
- David Henry Peter Maybury-Lewis
- Eduardo Moacyr Krieger
- Ernst Wolfgang Hamburger
- Harold Max Rosenberg
- Henry Taube
- Jayme Tiomno
- Jean-Christophe Yoccoz
- Jens Martin Knudsen
- John Campbell Brown
- José Goldemberg
- Walter S. Leal
- José Leite Lopes
- Luiz Pinguelli Rosa
- Marco Antonio Zago
- Marcos Moshinsky
- Maurício Rocha e Silva
- Mayana Zatz
- Mildred S. Dresselhaus
- Nicole Marthe Le Douarin
- Nivio Ziviani
- Norman Ernest Borlaug
- Oscar Sala
- Oswaldo Frota-Pessoa
- Peter H. Raven
- Pierre Gilles de Gennes
- Ricardo Renzo Brentani
- Richard Darwin Keynes
- Sérgio Henrique Ferreira
- Simon Schwartzman
- Wilhelm Hasselbach
- Warwick Estevam Kerr
- William Sefton Fyfe
- Emilie Snethlage